# سیلویو آزیچ
سیلویو آزیچ (انگلیسی: Silvio Adzic؛ زادهٔ ۲۳ سپتامبر ۱۹۸۰) بازیکن فوتبال اهل آلمان است.
از باشگاه‌هایی که در آن بازی کرده‌است می‌توان به باشگاه فوتبال کایزرسلاوترن اشاره کرد.